# Tetrastichus niger
Tetrastichus niger är en stekelart som beskrevs av Ranaweera 1950. Tetrastichus niger ingår i släktet Tetrastichus och familjen finglanssteklar.
Artens utbredningsområde är Sri Lanka. Inga underarter finns listade i Catalogue of Life.